# Lesueurigobius
Genre
Lesueurigobius est un genre de poissons marins appartenant à la famille des Gobiidae.

## Liste d'espèces
- Lesueurigobius friesii (Malm, 1874)
- Lesueurigobius heterofasciatus Maul, 1971
- Lesueurigobius koumansi (Norman, 1935)
- Lesueurigobius sanzi (de Buen, 1918)
- Lesueurigobius suerii (Risso, 1810)